# Крушение под Белоостровом
Во вторник 13 февраля 2001 года на переезде участка Белоостров — Дибуны (Санкт-Петербург, Россия) из-за столкновения пригородного электропоезда с грузовым автомобилем произошло крушение с человеческими жертвами.

## Крушение
13 февраля на 30—32 км 2-го пути перегона Белоостров — Левашово службой ЭЧ-5 проводились работы по ремонту контактной сети. Из-за нахождения на данном участке автомотрисы, на переезде «29 км» (пересечение Нового шоссе и железнодорожной линии Санкт-Петербург — Выборг), расположенном между платформами Белоостров и Дибуны, автоматика всё время держала шлагбаумы в закрытом положении. Поэтому дежурная по переезду Н. В. Макарова (48 лет, стаж работы в должности 8 лет), в соответствии с инструкцией, для пропуска автомобилей стала открывать шлагбаумы с помощью кнопок на пульте.

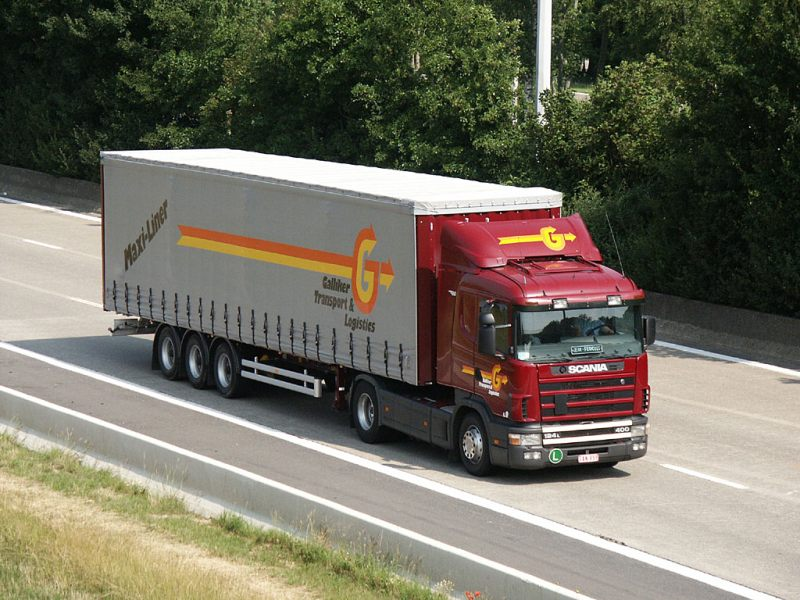
Грузовой автомобиль марки «Scania»

В 13:02 (по другим данным 13:10) переезд начал пересекать автопоезд, состоящий из грузового автомобиля «Scania» с автоприцепом «Нарко». Автомобиль принадлежал фирме «King Cargo» и был арендован компанией «Servis Map», владельцем автоприцепа была компания «Scania Credit». Полная длина автопоезда составляла 26,6 метров, и он вёз аудиотехнику, поэтому водитель В. Н. Баранов (54 года), стараясь избежать повреждения груза, поехал через переезд на скорости около 25 км/ч. В этот момент по 1-му пути на скорости около 100 км/ч ехал пригородный поезд № 6201 «Санкт-Петербург — Выборг» (электропоезд ЭР2-1291, 10 вагонов, построен в августе 1982 года, депо приписки — ТЧ-20 Санкт-Петербург Финляндский) под управлением машиниста Романова (помощник в этот момент находился в хвостовой кабине). Увидев выехавший на переезд автомобиль, машинист за 160 метров до переезда применил экстренное торможение. Также только в этот момент дежурная по переезду увидела пригородный поезд и сразу же закрыла шлагбаумы. Через несколько секунд электропоезд на скорости около 80 км/ч (по другим данным 90 км/ч) врезался в заднюю часть прицепа. От удара прицеп был разрушен, а его груз выбил лобовое стекло электропоезда и влетел в кабину. Сам головной вагон (129101) слетел с рельсов, сбил две опоры контактной сети и упал с насыпи, при этом его развернуло почти на 180°. Первая тележка второго вагона (129104) сошла с рельсов, после чего вагон, подпираемый массой остального состава, разрушил шпалы 1-го пути на протяжении 35 метров и вылетел на 2-й путь.

## Последствия
В результате крушения был разбит и впоследствии списан головной вагон (129101) электропоезда (в состав ЭР2-1291 вместо него был включён перенумерованный вагон 130509, получивший номер 129101). Автоприцеп «Нарко» ремонту не подлежал. На месте крушения скончался от переохлаждения (все попытки достать его из под вагона не увенчались успехом из-за влажной и рыхлой почвы) придавленный сошедшим вагоном 39-летний пассажир электропоезда Кулаков, ещё десять человек обратились за медицинской помощью, из них трое были госпитализированы. Страховая компания ЖАСО, осуществлявшая в то время страхование собственных рисков МПС РФ, 24 февраля 2001 года приняла решение из средств собственной прибыли выплатить всем пострадавшим и семье погибшего денежные суммы, аналогичные размерам страховых выплат при обязательном страховании пассажиров поездов дальнего следования. Также материальную помощь пострадавшим в добровольном порядке оказало специализирующееся на страховом обеспечении железнодорожного транспорта «Балтийское страховое общество».
6 марта 2002 года Зеленогорский районный суд города Санкт-Петербурга признал виновной в крушении дежурную по переезду Зеленогорской дистанции пути Октябрьской железной дороги Н. В. Макарову. Автоприцеп «Нарко» был застрахован финской страховой компанией «Иф Пи & Си Иншуранс Кампани Лтд», которая выплатила его владельцу страховое возмещение. Так как Н. В. Макарова состояла в трудовых отношениях с ГУП «Санкт-Петербургское отделение Октябрьской железной дороги Министерства путей сообщения Российской Федерации», компания «Иф Пи & Си Иншуранс Кампани Лтд» обратилась в российский арбитражный суд с иском к Управлению Октябрьской железной дороги о возмещении материального ущерба, причинённого в результате столкновения электропоезда и грузовой машины «Scania», имевшей в своем составе автоприцеп «Нарко». 9 марта 2006 года решением Федерального арбитражного суда Северо-Западного округа было постановлено взыскать с открытого акционерного общества «Российские железные дороги» (филиалом которого является Октябрьская железная дорога) в пользу финской страховой компании «Иф Пи & Си Иншуранс Кампани Лтд» 30125 евро в рублёвом эквиваленте по курсу Центрального банка России на день исполнения решения.
После крушения руководство железной дороги и региональные власти приняли решение о строительстве вместо переезда путепровода через железную дорогу, однако строительство путепровода откладывалось и было начато только в 2016 году.